# كايل كورفر
كايل كورفر (بالإنجليزية: Kyle Korver)‏ مواليد 17 مارس 1981، هو لاعب كرة سلة أمريكي سابق، كان يلعب مع فريق كليفلاند كافالييرز في الرابطة الوطنية لكرة السلة وحمل الرقم 26. يبلغ طوله 6 قدم 7 بوصة (2.0 م).

## روابط خارجية
- كايل كورفر على موقع إن بي أي (الإنجليزية)
- كايل كورفر على موقع سبورتس رفرنس (الإنجليزية)
- كايل كورفر على موقع كرة السلة الأوروبية.كوم (الإنجليزية)
- كايل كورفر على موقع إي إس بي إن.كوم (الإنجليزية)
- كايل كورفر على موقع كلية كرة السلة في سبورتس رفرنس.كوم (الإنجليزية)
- كايل كورفر على موقع ريلجم (الإنجليزية)
- كايل كورفر على موقع بروبوليرز (الإنجليزية)